# Aroma (voedingsadditief)

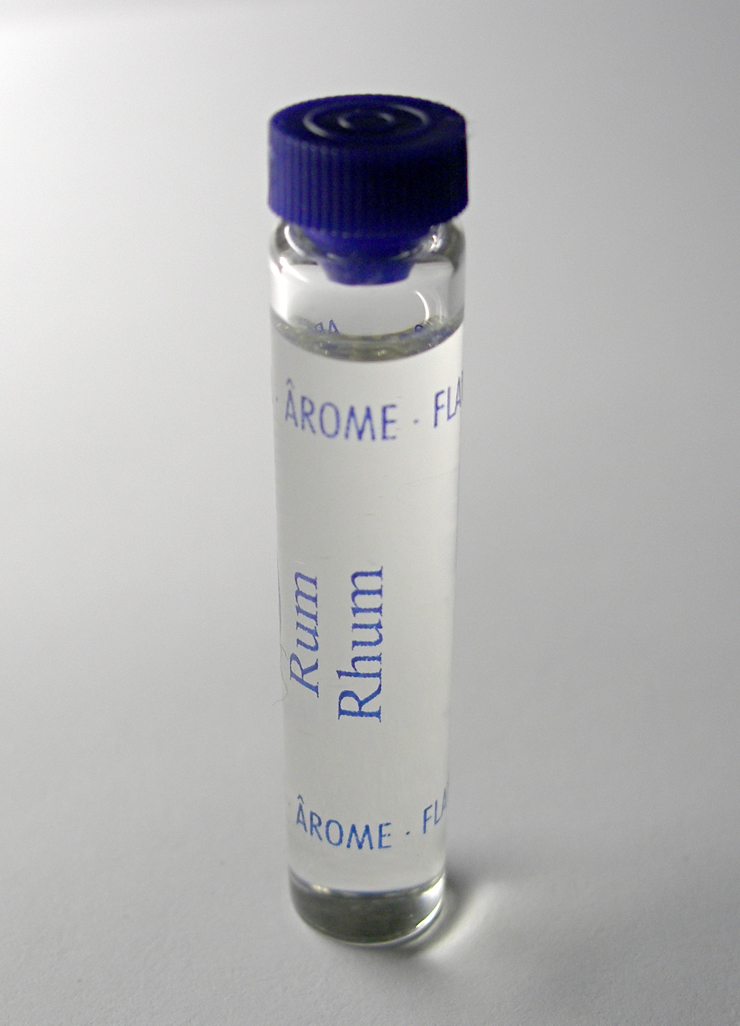
Een aroma

In de voedingsmiddelenindustrie is een aroma een stof die aan een voedingsmiddel wordt toegevoegd om de geur en/of smaak daarvan te veranderen of deze toe te voegen. Tot de aroma's worden niet gerekend toevoegingen die louter dienen om de zoetheid, zuurte, zoutheid of umami te veranderen, namelijk zoetstoffen, voedingszuren, keukenzout en smaakversterkers. Aroma's worden onderverdeeld in natuurlijke, natuur-identieke en kunstmatige of synthetische aroma's.

## Indeling en regelgeving
Het onderscheid tussen natuurlijke en kunstmatige of synthetische aroma's wordt gemaakt op basis van de herkomst van de grondstoffen en de wijze waarop ze gemaakt worden. In de Verenigde Staten is er een strikte scheiding tussen enerzijds natuurlijke aroma's, die gemaakt moeten zijn van plantaardig of dierlijk materiaal en anderzijds kunstmatige aroma's, die middels chemische processen zijn samengesteld uit andersoortige grondstoffen, dus chemicaliën. Australië en Nieuw-Zeeland onderscheiden daarnaast een aparte categorie van natuur-identieke aroma's, die door chemische synthese of isolatie-methoden zijn verkregen en bovendien chemisch identiek zijn aan smaakstoffen die van nature in voedingsmiddelen voorkomen. In de VS gelden natuur-identieke aroma's als kunstmatige aroma's en in Europa als natuurlijke. In Europa geldt verder dezelfde tweedeling als in de VS. De algemene term 'aroma' kan op zowel een natuurlijk als een kunstmatig aroma slaan.

## Europese wetgeving

### Definities en uitsluiting
Binnen de regelgeving over voedingsadditieven werden in 1995 kleurstoffen en zoetstoffen als aparte (reeds bestaande) groepen van additieven behandeld, "overwegende dat deze richtlijn niet bedoeld is om afbreuk te doen aan de regels betreffende zoetstoffen en kleurstoffen;". Verordening 1333/2008 legt de risicobeoordeling en toelating van voedseladditieven in het algemeen vast. Zij regelt onder andere ook kleurstoffen, conserveermiddelen, antioxidanten, voedingszuren, smaakversterkers en draagstoffen (carriers). Draagstoffen, zoals de zoetstoffen sorbitol, xylitol en isomalt, kunnen ook worden toegepast voor het binden van aroma's en maken dan dus deel uit van een aroma. Zij staan in Bijlage III van Verordening 1333/2008. Kunstmatige zoetstoffen als aspartaam en sacharine vallen eveneens onder deze verordening, alsook de "natuurlijke" zoetstof steviolglycoside (stevia). Verordening 1333/2008 geeft ook voorschriften voor de etikettering van additiven.
Artikel 2 van Verordening 1333/2008 bepaalt dat aroma’s van deze basisverordening worden uitgezonderd voor zover zij onder de speciale aroma-verordening 1334/2008 vallen. Ze worden ook geen additieven genoemd, maar levensmiddelenaroma’s. Ook de suikers – monosachariden, disachariden en oligosachariden – vallen volgens artikel 3.2.a
niet onder de levensmiddelenadditieven. Volgens artikel 2 van Verordening 1334/2008 vallen louter zoete, zure of zoute stoffen niet onder de aroma’s en ook niet specerijen en kruiden, inclusief theemengsels.

### Definitie van aroma
De preambule van EU-verordening 1334/2008 definieert: 
(14) Aromastoffen zijn welomschreven chemische stoffen, met inbegrip van door chemische synthese verkregen of door chemische procedés geïsoleerde aromastoffen en natuurlijke aromastoffen.
Artikel 3.2a definieert aroma's voorts als producten
i) die niet bedoeld zijn om als zodanig geconsumeerd te worden en die aan levensmiddelen worden toegevoegd om hieraan geur en/of smaak te geven of die te wijzigen;
ii) die uit de volgende categorieën zijn vervaardigd of bestaan: aromastoffen, aromatiserende preparaten, via een thermisch procedé verkregen aroma’s, rookaroma’s, aromaprecursoren of overige aroma’s of mengsels daarvan;